# Paige McPherson
Paige McPherson (ur. 1 października 1990 w Abilene) – amerykańska zawodniczka taekwondo.
W 2012 roku w Londynie zdobyła brązowy medal letnich igrzyskach olimpijskich w kategorii wagowej do 67 kg.
W 2011 roku McPherson zdobyła srebrny medal na igrzyskach panamerykańskich.